# Cerberus Dorsa
Cerberus Dorsa és una formació geològica de tipus dorsum a la superfície de Mart, localitzada amb el sistema de coordenades planetocèntriques a -9.18 ° latitud N i 108.78 ° longitud E, que fa 623.05 km de diàmetre. El nom va ser aprovat per la UAI l'any 1982 i fa referència a una característica d'albedo.